# Edwin Cheruiyot Soi

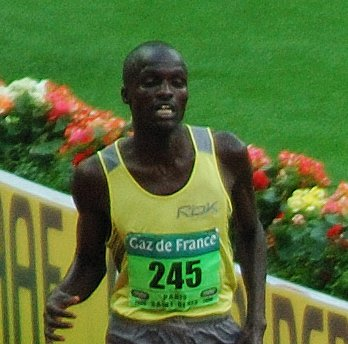
Edwin Cheruiyot Soi 2006

Edwin Cheruiyot Soi (* 3. März 1986 in Kericho, Provinz Rift Valley) ist ein kenianischer Langstreckenläufer.
Seit 2004 tritt er bei internationalen Bahn-, Cross- und Straßenläufen in Erscheinung.
Sein erster größerer Erfolg war der Sieg bei der Cursa Bombers 2004. Bei den Crosslauf-Weltmeisterschaften 2006 in Fukuoka, seinem ersten Einsatz für Kenia, wurde er Achter auf der letztmals ausgetragenen Kurzstrecke und gewann mit dem kenianischen Team Gold. Im selben Jahr siegte er beim Giro Media Blenio und bei den 10 km du Conseil Général 13. Beim Leichtathletik-Weltfinale wurde er jeweils Zweiter über 3000 und 5000 Meter.
Im darauffolgenden Jahr wurde er bei den Crosslauf-Weltmeisterschaften in Mombasa Neunter und erneut Sieger mit der Mannschaft. Beim Giro Media Blenio und bei den 10 km du Conseil Général 13 verteidigte er seinen Titel, jedoch qualifizierte sich jedoch nicht für die Weltmeisterschaften in Ōsaka. Beim Weltfinale dagegen war er in Bestform und siegte sowohl über 3000 als auch über 5000 Meter, und zum Saisonabschluss triumphierte er bei der BOclassic.
2008 startete er nicht bei den Crosslauf-Weltmeisterschaften, sondern bei den Hallenweltmeisterschaften in Lissabon und wurde dort Vierter über 3000 Meter. Beim Giro Media Blenio schaffte er den Hattrick, und beim kenianischen Ausscheidungskampf für die Olympischen Spiele in Peking siegte er über 5000 Meter. Dort versuchten Soi und sein Landsmann Eliud Kipchoge, dem auf den letzten 2000 Meter davonstürmenden Kenenisa Bekele zu folgen, mussten sich jedoch hinter dem Äthiopier, der mit 12:57,82 min einen olympischen Rekord aufstellte, mit Silber (Kipchoge) und Bronze (Soi) begnügen. Beim Leichtathletik-Weltfinale siegte Soi über 5000 Meter und wurde Zweiter über 3000 Meter. Am Silvestertag verteidigte er seinen Titel bei der BOclassic.
2009 verpasste er die Qualifikation für die Weltmeisterschaften in Berlin, als er im kenianischen 5000-Meter-Ausscheidungsrennen vom zeitgleichen Kipchoge auf den vierten Platz verdrängt wurde. Beim Leichtathletik-Weltfinale wurde Soi Dritter. Danach siegte er beim Giro al Sas und zum dritten Mal in Folge bei der BOclassic.
2010 qualifizierte er sich mit einem zweiten Platz hinter Vincent Kipsegechi Yator beim nationalen 5000-Meter-Ausscheidungsrennen für die Afrikameisterschaften in Nairobi. Dort strauchelte der lange Zeit führende Yator 10 Meter vor der Ziellinie, und Soi nutzte die Gelegenheit und errang Gold als Teil eines rein kenianischen Podiums, das von Yator und Mark Kosgey Kiptoo komplettiert wurde. Einem vierten Platz beim Leichtathletik-Continental-Cup in Split folgte ein weiterer Sieg beim Giro al Sas.
2012 gewann er bei den Hallenweltmeisterschaften in Istanbul Bronze über 3000 m. Soi stand ebenfalls im Aufgebot der kenianischen Mannschaft für die Olympischen Spiele 2012 und belegte in London mit einem 6. Platz im Vorlauf, bei dem er mit einer erzielten Zeit von 13:27,06 min das olympische Finale knapp verpasste, auf der 5000-Meter-Strecke insgesamt den 18. Rang.
Edwin Cheruiyot Soi ist 1,75 m groß und wiegt 53 kg.

## Bestzeiten
- 1500 m: 3:40,52 min, 6. Oktober 2013, Fossano
- 3000 m: 7:27,55 min, 6. Mai 2011, Doha
  - Halle: 7:29,94 min, 12. Februar 2012, Karlsruhe
- 5000 m: 12:51,34 min, 19. Juli 2013, Monaco
- 10.000 m: 27:14,83 min, 25. August 2006, Brüssel
- 10-km-Straßenlauf: 27:46 min, 1. Mai 2006, Marseille